# Paul Amadeus Pisk
Paul Amadeus Pisk   (Viena, 16 de maig de 1893 - Los Angeles, 12 de gener de 1990) va ser un compositor i musicòleg d'origen austríac. Un premi nomenat en honor seu és el premi més alt per a un treball de postgrau a la reunió anual de la "American Musicological Society".
Pisk es va doctorar en musicologia a la Universitat de Viena el 1916, estudiant amb Guido Adler. Després va estudiar direcció a l'Acadèmia Imperial de Música i Arts Escèniques, graduant-se el 1919. Entre els seus professors hi havia Franz Schreker (contrapunt). Pisk també va estudiar en privat amb Arnold Schönberg del 1917 al 1919. Després va ensenyar a l'Acadèmia de Viena i va impartir conferències d'educació d'adults, especialment a la "Volkshochschule Volksheim Ottakring", on del 1922 al 1934 fou director del departament de música. També va ensenyar al Conservatori de Nova Viena del 1925 al 1926 i al Conservatori Austro-americà a prop de Salzburg del 1931 al 1933. Entre els estudiants de Pisk hi havia Leopold Spinner.
També va ser membre de la junta, secretari i pianista de la "Society for Private Musical Performances de Schoenberg". Va formar part dels membres fundadors de la "International Society for Contemporary Music" i del 1920 al 1928 va ser coeditor de la "Musikblätter des Anbruch" i editor de música de l'"Arbeiter-Zeitung".
La primera emissió de la seva música per part de la "British Broadcasting Corporation" va tenir lloc el 3 de juliol de 1930, quan el pianista austríac Friedrich Wührer va tocar la Suite per a piano de Pisk.
El 1936 va emigrar als Estats Units i va ensenyar a la Universitat de Redlands (1937–1951), a la Universitat de Texas a Austin (1951–1963) i a la Universitat de Washington a St. Louis (1963–1972). Va compondre obres orquestrals, ballets, música de cambra i cançons, a més d'escrits en teoria musical. Entre els seus estudiants destacats hi ha Leopold Spinner, Samuel Adler, Gary Lee Nelson i Thomas F. Hulbert.

## Història personal
Els pares de Paul eren Ludwig Pisk, un advocat jueu laic, i Eugenie Pollack, protestant. Pau era el gran de dos fills; el seu germà petit es deia Otto. Van ser criats protestants. La seva mare va morir quan Paul tenia quatre anys. Ludwig es va tornar a casar i la seva segona esposa també va tenir un fill, Hans. Ludwig va estar en contra que Paul es convertís en músic, però va respectar el món acadèmic i va cedir quan va saber que Paul podia obtenir un doctorat en musicologia. Otto i Paul van servir a l'exèrcit dels Habsburg durant la Primera Guerra Mundial. Paul va ser un sergent de subministrament de la cavalleria. (No van servir a la mateixa unitat). Otto estava estacionat a Montenegro i, segons la tradició familiar, va ser un dels soldats que va construir la maqueta de Montenegro que encara es pot veure avui al Palau de Cetinje.
Paul es va casar amb Martha Maria Frank el 1919. També va ser estudiant de música. Era d'una família ben rica de la regió dels Habsburg, prop de Czernowitz. Martha li va donar dos fills: Gerhardt Manuel el 1922 i Georg Michael el 1932. El nom de Gerhardt es va anglicitzar amb Gerald quan la família va emigrar als Estats Units. Gerald va morir de "febre de la vall" als vint anys. George va assistir a Yale, es va doctorar en literatura anglesa a la Universitat de Texas i es va casar amb Rita Gurley el 1958. Van tenir dos fills: Camille (nascut el 1960) i Gerald (nascut el 1962, anomenat per Gerhardt).
Martha Pisk va morir el 1973, pocs mesos després que ella i Paul s'haguessin tornat a Austin, Texas, des de St. Louis, Missouri. Després de la seva mort, Paul es va traslladar a Los Angeles i es va tornar a casar. Feia molts anys que coneixia la seva segona esposa, la cantant i professora de cant Irene Hanna (nascuda Johanna Schwartz). Hanna va morir el 1981. Paul Pisk va morir a Los Angeles el 1990.
El 1935 Paul Amadeus Pisk va ser nomenat membre honorari de la lògia masònica "Le Droit Humain" "Humanitas" núm. 962 a Zagreb durant l'era del Regne de Iugoslàvia.

## Principals publicacions
- PA Pisk, "Max Reger, Briefwechsel mit Herzog Georg II von Sachsen-Meiningen." Journal of the American Musicological Society, Vol. 3, No. 2,149-151. Summer, 1950. JSTOR 829816
- PA Pisk – "Subdivision of Tones: A Modern Music Theory and Philosophy" Bulletin of the American Musicological Society, 1942, v.36 JSTOR 829215
- PA Pisk "The Fugue Themes in Bach's Well-Tempered Clavier" Bulletin of the American Musicological Society, No. 8 (Oct., 1945), pp. 28–29- JSTOR 829395